# Lerista quadrivincula
Lerista quadrivincula — вид сцинкоподібних ящірок родини сцинкових (Scincidae). Ендемік Австралії.

## Поширення і екологія
Lerista quadrivincula відомі за типовим зразком, зібраним в регіоні Пілбара у Західній Австралії, в долині річки Мейтленд, в 25 км на південь від Каррати.